# 郭店街道
郭店街道，是中华人民共和国山東省济南市历城区下辖的一个乡镇级行政单位。

## 行政区划
郭店街道下辖以下地区：
郭店西村、李家庄西村、李家东村、相公庄村、锦平一村、锦平二村、郭店东村、山前村、山头村、曹家馆村、东方家村、东风村、耿家村、王官庄村和十里堡村。